# E004
E004 eller Europaväg 004 är en europaväg som går från Qyzylorda i Kazakstan till Buchara i Uzbekistan. Längd ungefär 700 km. Denna väg har inget samband med europavägen E4 (i Sverige) trots sina likheter i vägnumret.

## Sträckning
Qyzylorda - (gräns Kazakstan-Uzbekistan) - Utjkuduk - Buchara

## Anslutningar till andra europavägar
| - E38 - E123 |  | - E003 - E40 |